# Michal Piter-Bučko
Michal Piter-Bučko (ur. 28 października 1985 w Preszowie) – słowacki piłkarz grający na pozycji obrońcy.

## Kariera
Piter-Bučko jest wychowankiem Tatrana Preszów, najstarszego klubu piłkarskiego na Słowacji. W pierwszej drużynie występował od sezonu 2008/09, kiedy to Tatran powrócił do najwyższej klasy rozgrywkowej tego kraju. Grając na pozycji stopera lub defensywnego pomocnika, wystąpił w ciągu 4 lat w 95 meczach ligowych, zdobywając 6 bramek – w każdym z sezonów pojawił się na boisku co najmniej 20 razy.
W lipcu 2012 roku podpisał dwuletni kontrakt z klubem Ekstraklasy – Podbeskidziem Bielsko-Biała. Rok później przeszedł do Olimpii Grudziądz. W lipcu 2016 podpisał kontrakt z Sandecją Nowy Sącz.